# Pumpkinhead
Pumpkinhead (letteralmente "testa di zucca") è un personaggio dell'immaginario horror collettivo, in particolare americano, creato dal regista Stan Winston nel 1988, quando uscì nelle sale cinematografiche il primo di una saga di quattro film dedicati a questa creatura (Pumpkinhead, Pumpkinhead II: Blood Wings, Pumpkinhead 3: Ceneri alle ceneri e Pumpkinhead 4: Faida di sangue). I primi due non sono mai sbarcati in Italia. 

## Aspetto fisico
È un demone dall'aspetto mostruoso, tanto magro che si vedono le costole e le vene sottopelle, coperto di pelle viscida e grigiastra, alto circa due metri. Ha una testa ovale e gonfia, bocca con denti storti e malmessi e con quattro zannoni ai lati. La creatura presenta  una lingua scura e verso il viola. Sulle spalle ha due speroni che arrivano fino all'altezza degli occhi, che sono bianchi e privi di espressione. Nella parte posteriore ha dei lunghi arti: le gambe (costantemente piegate) gli permettono di spiccare lunghi salti. Ha due lunghe mani con quattro dita secche ma con unghie così affilate che spesso sono l'arma letale usata dal mostro; i piedi presentano tre artigli. Accentua un'evidente cifosi che va a formare una piccola gobba. La lunga coda termina con un piccolo ventaglio che pian piano diventa sempre più affilato.

## Evocazione e compito di Pumpkinhead
Pumpkinhead non conosce sentimenti fuorché la vendetta.
Viene evocato da una vecchia signora dall'aspetto di una strega di nome Haggis che abita in una vecchia catapecchia diroccata di legno nel bel mezzo di un bosco. La fattucchiera non lo evoca per conto suo, ma esegue questa magia su richiesta (e a pagamento) dei parenti dei defunti uccisi o il quale riposo eterno è stato disturbato con una profanazione di qualsiasi tipo.
Il compito di Pumpkinhead è proprio questo: vendicare le anime oltraggiate uccidendo senza pietà le persone che hanno commesso il torto e chiunque provi ad aiutarli.
I parenti dei morti, ogni qual volta il demone uccide, accusano dolori fortissimi e perdono i sensi.

## Rapporti tra Pumpkinhead e l'Invocatore
Molto spesso il Pumpkinhead e l'Invocatore hanno legami molto forti. Quando uno di loro prova un sentimento anche l'altro riceve la stessa reazione fino ad arrivare che la morte di uno può causare un decesso anche all'altro individuo.
Ciononostante l'invocatore non ha il controllo diretto del demone, una volta evocato non può fermarlo e Pumpkinhead non si limita ad uccidere i colpevoli del torto ma chiunque provi ad aiutarli (che viene ritenuto colpevole allo stesso modo) arrivando persino ad attaccare l'invocatore stesso qualora cerchi di bloccarlo (ovviamente senza ucciderlo dato che se l'invocatore muore, muore anche Pumpkinhead).